# Paropsia
Paropsia Noronha ex Thouars – rodzaj roślin z rodziny męczennicowatych (Passifloraceae Juss. ex Kunth in Humb.). Obejmuje co najmniej 11 gatunków występujących naturalnie w strefie międzyzwrotnikowej Afryki i Azji oraz na Madagaskarze.

## Morfologia
PokrójWiecznie zielone drzewo lub krzew.
LiścieNaprzemianległe. Blaszka liściowa pojedyncza, całobrzega lub ząbkowana. Przylistki są małe, odpadające.
KwiatyPromieniście symetryczne, obupłciowe, pojedyncze lub zebrane w kwiatostanach. Ma 4–5 wolnych lub zrośniętych działek kielicha oraz 4–5 wolnych lub zrośniętych płatków. 5 pręcików jest zrośniętych u podstawy.
OwoceTorebki otwierające się 3–5 otworami po osiągnięciu dojrzałości.

## Systematyka
Pozycja systematyczna według APweb (2001...)Rodzaj należy do podrodziny Passifloroideae, rodziny męczennicowatych, rzędu malpigiowców (Malpighiales), należącego do kladu różowych w obrębie okrytonasiennych.
Wykaz gatunków
| - Paropsia braunii Gilg - Paropsia brazzaeana Baill. - Paropsia edulis Noronha ex Thouars - Paropsia gabonica Breteler - Paropsia grandiflora Sleumer - Paropsia grewioides Welw. ex Mast. | - Paropsia guineensis Oliv. - Paropsia humblotii H. Perrier - Paropsia obscura O. Hoffm. - Paropsia perrieri Claverie - Paropsia varecifomis (Griff.) Mast. |